# Szabla ormiańska

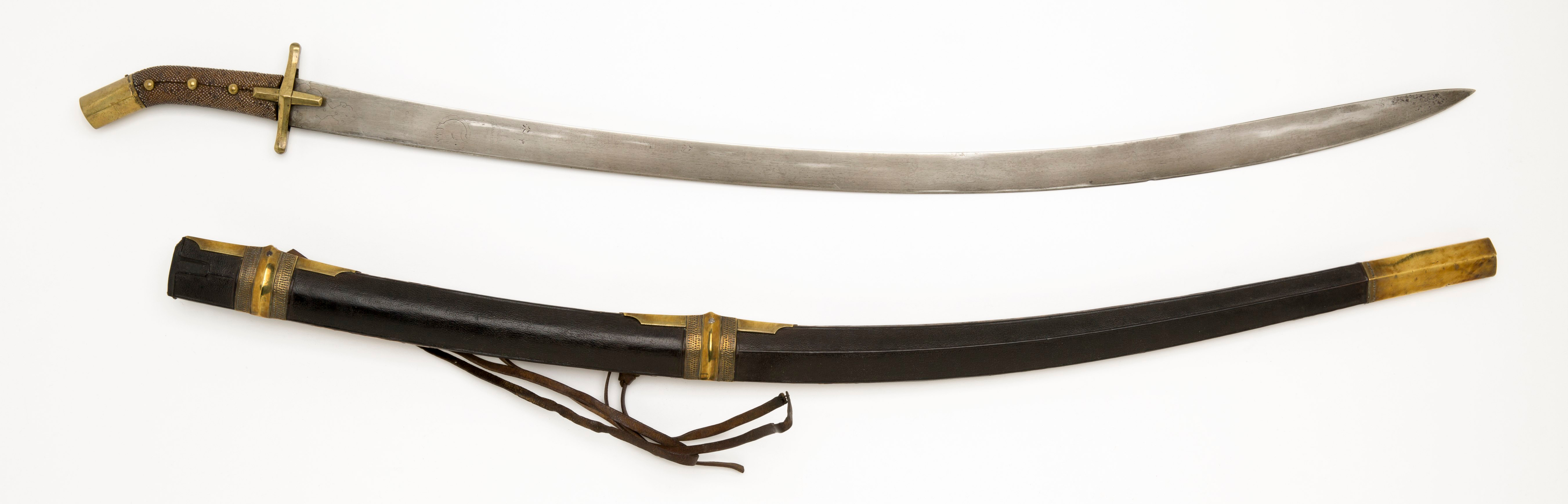
Szabla ormiańska (czeczuga)

Szabla ormiańska (karabela ormiańska, ormianka, ordynka (tatarska), czeczuga (kirgiska), smyczek) – szabla pochodzenia tatarskiego lub kirgiskiego, prawdopodobnie używana również przez Mongołów oraz innych koczowników azjatyckich. Popularna w Rzeczypospolitej w XVII i XVIII wieku. Często oprawiana bogato w srebro i jaszczurzą skórę. Noszona do stroju polskiego podobnie jak karabela. Głownia miała niewielką krzywiznę ostrza. Nazwa „ormiańska” pochodzi od muzealnego egzemplarza pochodzącego ze zbrojowni lwowskiej, posiadającego napisy w języku ormiańskim.

## Podtypy
Podtypy szabli ormiańskiej:

Szable ormiańskie z pochwami w muzeum Livrustkammaren w Sztokholmie: czeczuga (u dołu), ordynka (u góry).

- Czeczuga (szabla kirgiska) – wyróżniał ją niewielki jelec w kształcie krzyża, zdobiona otwarta rękojeść, zakończona długim, charakterystycznie wygiętym pod kątem ok. 45–60 stopni kapturkiem (zakończeniem rękojeści) w formie naparstka[3].
- Smyczek – odróżniał się od czeczugi bardzo wąskim sztychem, niemalże koncerzowym[3].
- Ordynka (szabla tatarska) – posiadała cięższą głownię, masywny jelec, rękojeść wygiętą jak w czeczugach (z kapturkiem), z mniejszą liczbą zdobień. Była bojowym wyposażeniem jazdy na przełomie XVII i XVIII wieku.
- Karabela ormiańska – szabla wykształcona w Polsce pod wpływem tureckim, bogato zdobiona, o ramionach jelca prostych lub wygiętych od rękojeści, z wygięciem rękojeści krótszym, lecz bardziej prostopadłym. Jako oręż bojowy były używane sporadycznie, najczęściej służyły jako element paradnego stroju szlacheckiego (do XVIII wieku). Z wyglądu przypominała zarówno karabelę (rękojeść) jak i czeczugę (słabo zakrzywione ostrze).

Wszelkie powyższe nazwy są umowne, gdyż Ormianie i Kirgizi nie posiadali, ani nie wyrabiali szabel typu narodowego.